# Katayama Toshikazu

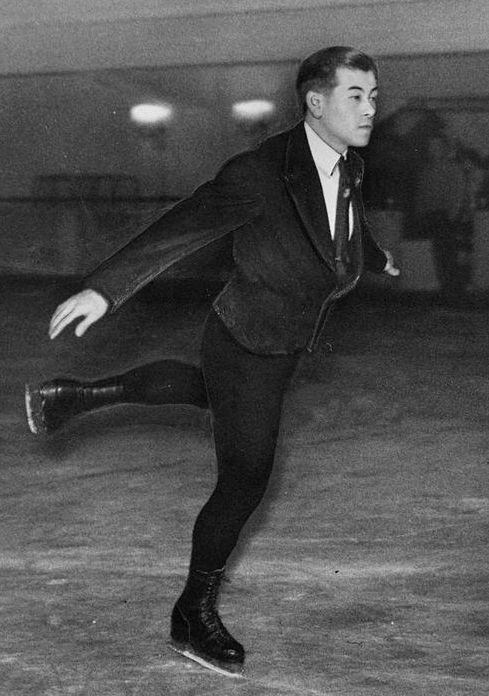
Eiskunstläufer Toshikazu Katayama, um 1935.

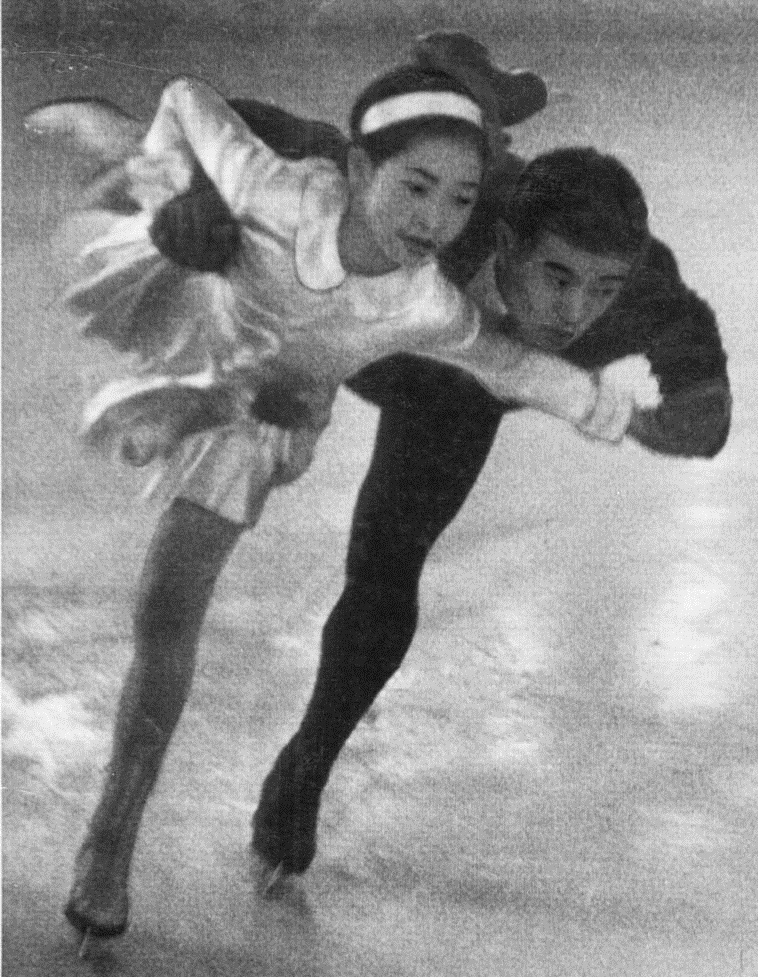
Katayama mit Etsuko Inada bei einer Ausstellungsgala 1937

Katayama Toshiichi (jap. 片山敏一; * 5. Juni 1913; † unbekannt) war ein japanischer Eiskunstläufer, der im Einzellauf startete.
Katayama wurde in den Jahren 1933 bis 1935 und 1937 bis 1938 japanischer Meister. Auf internationaler Ebene trat er nur im olympischen Jahr 1936 in Erscheinung. Bei der Europameisterschaft, bei der Nicht-Europäer noch zugelassen waren, wurde er Siebter. Bei der Weltmeisterschaft belegte er den 13. Platz und bei den Olympischen Spielen in Garmisch-Partenkirchen den 15. Platz.

## Ergebnisse
| Wettbewerb / Jahr          | 1932 | 1933 | 1934 | 1935 | 1936 | 1937 | 1938 |
| -------------------------- | ---- | ---- | ---- | ---- | ---- | ---- | ---- |
| Olympische Winterspiele    |      |      |      |      | 15.  |      |      |
| Weltmeisterschaften        |      |      |      |      | 13.  |      |      |
| Europameisterschaften      |      |      |      |      | 7.   |      |      |
| Japanische Meisterschaften | 2.   | 1.   | 1.   | 1.   |      | 1.   | 1.   |